# 上野國
上野國（日语：〔〕／〔〕 Kōzukenokuni */?），日本古代的令制國之一，屬東山道，又稱上州。上野國的領域大約為現在的群馬縣。

## 郡
- 碓冰郡
- 片岡郡
- 甘樂郡
- 多胡郡
- 綠野郡
- 那波郡
- 群馬郡
- 吾妻郡
- 利根郡
- 勢多郡
- 佐位郡
- 新田郡（日语：新田郡）
- 山田郡
- 邑樂郡

## 相關項目
- 毛野國
- 日本令制國列表